# ジョリーズヘイロー
ジョリーズヘイロー (Jolie's Halo) とは、アメリカの競走馬である。引退後に種牡馬となり、のち日本へ輸出された。いとこにシャルード（ビワハヤヒデの父）がいる。

## 経歴

### 現役時代
1990年10月の未出走戦勝利を皮切りに、ドンハンデキャップ、ガルフストリームパークハンデキャップと2つのG1を含む6連勝を記録。さらに1992年にはG1・フィリップH.アイスリンハンデキャップをコースレコードタイで制するなど、快速中距離馬として活躍した。1993年2月のドンハンデキャップで最下位に敗れたのを最後に現役を引退した。

### 種牡馬時代
引退後はアメリカで種牡馬となり、フロリダダービーなどG1・2勝のHal's Hope（ハルズホープ）らを輩出した。日本では外国産馬としてスーパーナカヤマが活躍し、1997年に輸入されるとダート路線を中心に活躍馬を輩出した。2005年6月6日、放牧中の事故により死亡した。

#### おもな産駒
- 1994年産
  - スーパーナカヤマ（ガーネットステークス）
- 1996年産
  - Comeonmom（レムスンステークス）
- 1997年産
  - Hal's Hope（フロリダダービー、ガルフストリームパークハンデキャップ）
- 1999年産
  - マイネルディバイン（グランシャリオカップ）
  - ホーマンキュート（名古屋優駿）
- 2005年産
  - ハートオブクィーン（函館2歳ステークス）
  - Jolie's Shinju（シンガポールゴールドカップ、シンガポールダービー）
- 2006年産
  - キヨミラクル（コウノトリ賞、新春賞）

#### 母の父として
- 2003年産
  - タマモサポート （ラジオNIKKEI賞、京都金杯、キャピタルステークス）

## 血統表
| ジョリーズヘイローの血統            | ジョリーズヘイローの血統                                                                                               | ジョリーズヘイローの血統                                                                                               | （血統表の出典） | （血統表の出典） |
| 父系                                | ヘイロー系 | ヘイロー系 | ヘイロー系 | [ § 2 ]          |
| 父 Halo 1969 黒鹿毛 アメリカ        | 父の父Hail to Reason 1958 黒鹿毛 アメリカ                                                                              | Turn-to | Royal Charger | Royal Charger    |
| 父 Halo 1969 黒鹿毛 アメリカ        | 父の父Hail to Reason 1958 黒鹿毛 アメリカ                                                                              | Turn-to | Source Sucree |                  |
| 父 Halo 1969 黒鹿毛 アメリカ        | 父の父Hail to Reason 1958 黒鹿毛 アメリカ                                                                              | Nothirdchance | Blue Swords | Blue Swords      |
| 父 Halo 1969 黒鹿毛 アメリカ        | 父の父Hail to Reason 1958 黒鹿毛 アメリカ                                                                              | Nothirdchance | Galla Colors |                  |
| 父 Halo 1969 黒鹿毛 アメリカ        | 父の母Cosmah 1953 鹿毛 アメリカ                                                                                        | Cosmic Bomb | Pharamond | Pharamond        |
| 父 Halo 1969 黒鹿毛 アメリカ        | 父の母Cosmah 1953 鹿毛 アメリカ                                                                                        | Cosmic Bomb | Banish Fear |                  |
| 父 Halo 1969 黒鹿毛 アメリカ        | 父の母Cosmah 1953 鹿毛 アメリカ                                                                                        | Almahmoud | Mahmoud | Mahmoud          |
| 父 Halo 1969 黒鹿毛 アメリカ        | 父の母Cosmah 1953 鹿毛 アメリカ                                                                                        | Almahmoud | Arbitrator |                  |
| 母 Jolie Jolie 1980 黒鹿毛 アメリカ | 母の父Sir Ivor 1965 鹿毛 アメリカ                                                                                      | Sir Gaylord | Turn-to | Turn-to          |
| 母 Jolie Jolie 1980 黒鹿毛 アメリカ | 母の父Sir Ivor 1965 鹿毛 アメリカ                                                                                      | Sir Gaylord | Somethingroyal |                  |
| 母 Jolie Jolie 1980 黒鹿毛 アメリカ | 母の父Sir Ivor 1965 鹿毛 アメリカ                                                                                      | Attica | Mr.Trouble | Mr.Trouble       |
| 母 Jolie Jolie 1980 黒鹿毛 アメリカ | 母の父Sir Ivor 1965 鹿毛 アメリカ                                                                                      | Attica | Athenia |                  |
| 母 Jolie Jolie 1980 黒鹿毛 アメリカ | 母の母Who's to Know 1970 鹿毛 アメリカ                                                                                 | Fleet Nasrullah | Nasrullah | Nasrullah        |
| 母 Jolie Jolie 1980 黒鹿毛 アメリカ | 母の母Who's to Know 1970 鹿毛 アメリカ                                                                                 | Fleet Nasrullah | Happy Go Fleet |                  |
| 母 Jolie Jolie 1980 黒鹿毛 アメリカ | 母の母Who's to Know 1970 鹿毛 アメリカ                                                                                 | Masked Lady | Spy Song | Spy Song         |
| 母 Jolie Jolie 1980 黒鹿毛 アメリカ | 母の母Who's to Know 1970 鹿毛 アメリカ                                                                                 | Masked Lady | Spinosa F-No.13-c |                  |
| 母系(F-No.)                         | 13号族(FN:13-c) | 13号族(FN:13-c) | 13号族(FN:13-c) | [ § 3 ]          |
| 5代内の近親交配                     | Turn-to3×4=18.75%、Mahmoud4×5=9.38%、Pharamond4×5=9.38%、Blue Larkspur5×5=6.25%、Count Fleet5×5=6.25%、Nearco5×5=6.25% | Turn-to3×4=18.75%、Mahmoud4×5=9.38%、Pharamond4×5=9.38%、Blue Larkspur5×5=6.25%、Count Fleet5×5=6.25%、Nearco5×5=6.25% | Turn-to3×4=18.75%、Mahmoud4×5=9.38%、Pharamond4×5=9.38%、Blue Larkspur5×5=6.25%、Count Fleet5×5=6.25%、Nearco5×5=6.25% | [ § 4 ]          |
| 出典                                | 1. 2. 3. 4. | 1. 2. 3. 4. | 1. 2. 3. 4. | 1. 2. 3. 4.      |